# Област Пећина
Област Пећина (алб. Rrethi i Peqinit) је једна од 36 области Албаније. Има 33.000 становника (процена 2004), и површину од 191 km². Налази се у централном делу земље, а главни град је Пекињ.
Обухвата општине: Ђочај, Карин, Пајов, Пекињ (Пећина), Прпарим и Шез.